# 都一梅
都 一梅（みやこ いちうめ、1892年1月30日 - 1950年11月28日）とは、大正時代から昭和時代にかけての一中節の演奏家。

## 略歴
本名は小林きん。月岡芳年の養女であり、妻、泰の連れ子であった。都一中、宮薗千香とも号す。始めは清元お葉に師事し、1899年ころから10代目都一中に一中節を学んでいる。後に一中と結婚し、一中節以外に宮薗節、河東節、小唄などにも活躍した。夫の一中没後は一中節の実質的な統率者として尽力している。
また、きんは1919年に築地3丁目の喜舞楽という待合を開いている。1950年、一梅の没後、料亭は娘の小林清子が引き続いて経営するが、1973年に廃業した。